# 존 콜먼 무어
존 콜먼 무어(영어: John Coleman Moore IPA: [dʒɒn ˈkoʊlmən mʊɹ], 1923년 5월 27일 〜 2016년 1월 1일)는 미국의 수학자이다. 위상수학에 공헌하였다.

## 생애
1923년 5월 27일 미국 뉴욕 스태튼아일랜드에서 태어났다. 1952년에 브라운 대학교에서 박사 학위를 수여받았다. 이후 프린스턴 대학교 수학 교수가 되었다.
2012년에 미국 수학회 회원이 되었다. 2016년 1월 1일에 92세의 나이에 사망하였다.